# Conjunto fortificado de Mascarell
El Conjunto fortificado de Mascarell, conocido también como Murallas de Mascarell, sito en el núcleo poblacional de Mascarell,  dentro del municipio de Nules, Plana Baja; es un conjunto de murallas catalogado  como Bien de interés cultural, en el año 1949, en la categoría de: Conjunto histórico, siendo su declaración genérica (del Decreto de 22 de abril de 1949, y la Ley 16/1985 sobre el Patrimonio Histórico Español), presentando anotación ministerial R-I-53-0000655 (del 9 de diciembre de 2008), así como código de la Generalidad Valenciana, 12.06.082-007.
El conjunto fortificado data del siglo XIII al  XV, y se construyó siguiendo un estilo de arquitectura medieval, característico de los edificios militares, en concreto de las ciudades amuralladas.

## Historia
Mascarell es, actualmente,  una pedanía de Nules, situada al  nordeste de este municipio. Pese a tratarse de una villa de pequeñas dimensiones hasta mediados del siglo XIX fue un municipio independiente.
Se cree que el origen de este asentamiento poblacional  está  en el siglo XIII, momento en el que se comienza a extender la repoblación de territorios anteriormente habitados por musulmanes, surgiendo, de este modo,  poblaciones de nueva planta. En un primer momento estuvo poblado por moriscos, lo cual hizo que, en 1609 al producirse la expulsión de éstos, la población quedara prácticamente despoblada. De hecho, en  1622 sólo había 30 terratenientes.
La construcción del recinto amurallado debió iniciarse tras la creación del asentamiento en el siglo XIII, aunque éstas se han visto modificadas a lo largo de la historia, siendo objeto de restauración en diversas ocasiones a partir del siglo XIX.  También durante el siglo XX se realizaron diferentes intervenciones para la rehabilitación y conservación del recinto.
Algunas de estas intervenciones han consistido simplemente en obras de restauración en el muro, aplicándose diferentes criterios, que no siempre utilizaban técnicas respetuosas con el patrimonio, y junto a las invasiones que ha sufrido la tapia por las viviendas colindantes, no beneficiaron su conservación. Así, mientras la parte exterior se ha conservado exenta de edificaciones, por la zona interior la trama urbana se ha visto notablemente alterada. Muchas casas se han adosado a la muralla pasando ésta a formar parte de las viviendas. Además la guerra del 36 dañó partes de la muralla que precisaron de reconstrucción la cual fue llevada a cabo por el Servicio Nacional de Regiones Devastadas y Reparaciones (siendo la primera intervención de la que se tiene documentación), utilizando para ello materiales totalmente distintos a los originales, como cemento y mampostería. Por ello, pese a que en el siglo XX se produjo una gran expansión urbanística que prácticamente arrasó con la mayoría de los restos de murallas de muchos municipios, en el caso de Mascarell, se ha respetado el recinto fortificado, lo que le ha llevado a ser la única población de la Comunidad Valenciana que conserva íntegramente toda su fortificación urbana.
Sobre la evolución de la ciudad, una vez ya construido el recinto fortificado, no se dispone de documentación que permita tener una idea clara de la misma. El único documento  que se conserva es el contrato de obras de la muralla, el cual permite saber datos muy interesantes sobre su construcción, como la fecha exacta de construcción, los maestros de obras intervinientes, las características constructivas originales y algunos datos históricos en relación con la misma.
El contrato de obra se firmó el 13 de diciembre de 1553, siendo los maestros de obra Pere Climent y Jacobo Garcés. La obra debía finalizarse en un año, pero al producirse el impago a los maestros de obra, se paralizaron los trabajos durante meses, finalizándose la construcción de todo el recinto amurallado el año 1555.
En la época en la que se llevó a cabo la construcción del recinto amurallado, se producían en la zona ataques frecuentes de corsarios, lo cual hizo que durante la construcción de las murallas los trabajadores, maestros de obra y albañiles que intervinieron se hospedaran en una casa fortificada en la población vecina de Nules.
No se sabe quién ideó el trazado de las murallas, pero en los documentos existentes aparece el maestro Juan de Alicante, que puede que participara en el diseño del trazado. Sin embargo, quitando de este detalle, el resto de los datos relativos a la construcción se pueden consultar en las capitulaciones escritas.
En un principio existía alrededor de la muralla un foso que, en la actualidad, ha sido transformado en acequia de riego.
Ya en el siglo XXI, en el año 2006, se volvió a plantear la necesidad de una nueva restauración y puesta en valor de parte del recinto amurallado de Mascarell. Pese a ello las obras de restauración se fueron retrasando y en el año 2015 todavía se estaban llevando a cabo. Estas obras estaban financiadas por el Ministerio de Fomento y por la Entidades del sector público dependientes o vinculadas, conforme a la Orden FOM/1932/2014, de 30 de septiembre.

## Descripción
Las murallas originarias del siglo XIII fueron realizadas con fábrica de tapial,  aunque luego fueron rehechas en los siglos siguientes. Se trata de un recinto amurallado, de 620 metros lineales,  de planta romboidal, con una altura próxima a los 7 metros y un espesor de 1,2 metros.
La estructura interna sigue el típico trazado de población de reconquista, en el que  calles rectas se cruzan perpendicularmente. En el centro está la plaza, y en ella se ubican la Iglesia (que se construyó en el siglo XVII), y el Ayuntamiento (datado del siglo XVIII, en concreto del año 1789 si se atiende a la inscripción que aparece en la portada). Por su parte, las casas (que siguen la  tipologías de casa de labradores de la zona, de gran sencillez) ocupan parcelas rectangulares que se dividen en la zona habitada y el patio, y no sobrepasan la altura ni de la muralla ni de  las torres (que son de igual altura que la muralla y  se sitúan en cada uno de los lados de la muralla, en el centro), y presentan planta rectangular. Las torres de los lados este (conocida como Portal de L'Horta, también llamado de Levante), y  la del lado  oeste (Portal de Valencia), son de una menor altura y en ellas se encuentran las puertas de acceso al recinto interior, a través de sendos arcos de medio punto adovelados.

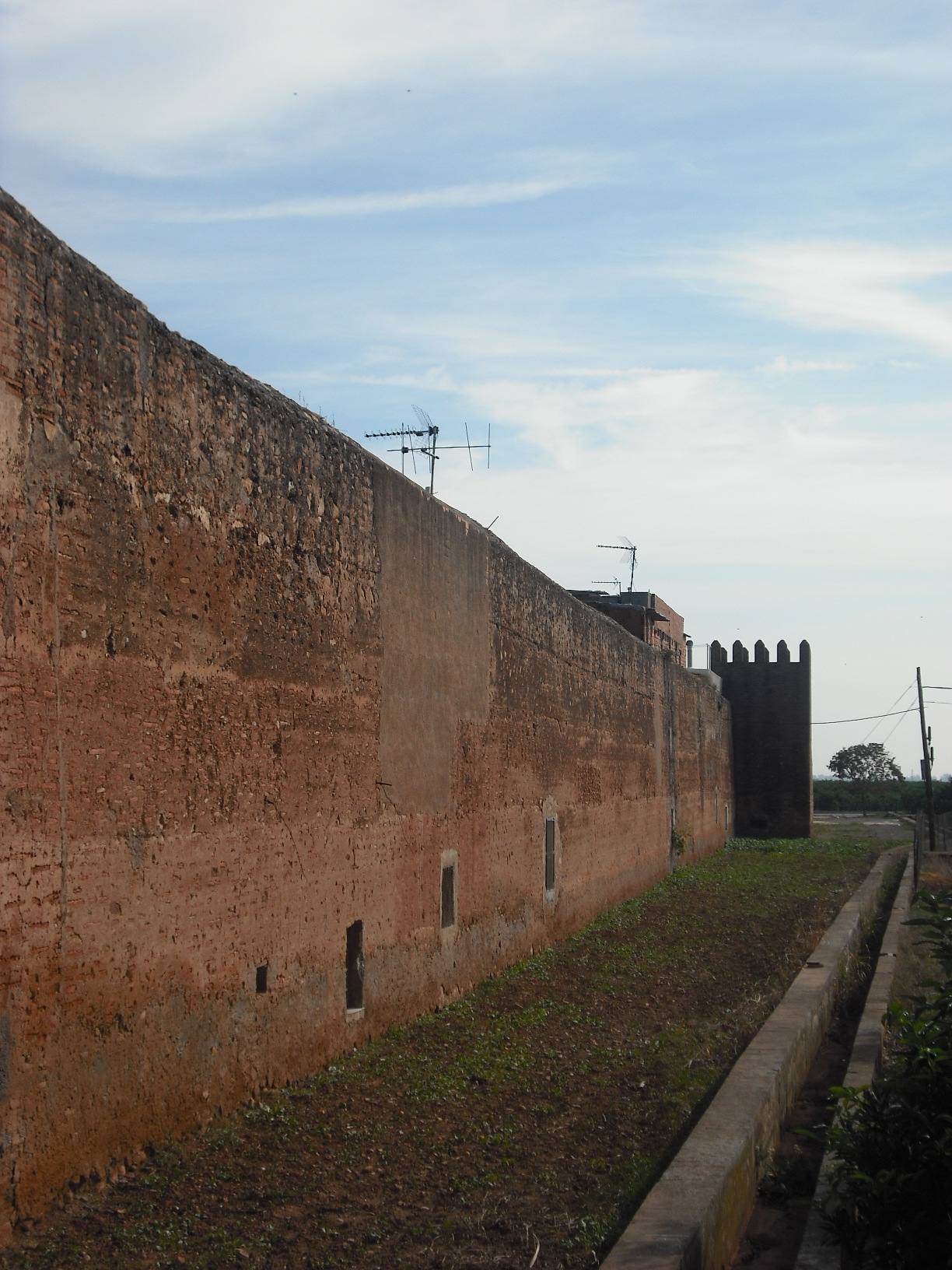
Muro sur exterior y acequia en la zona del foso.
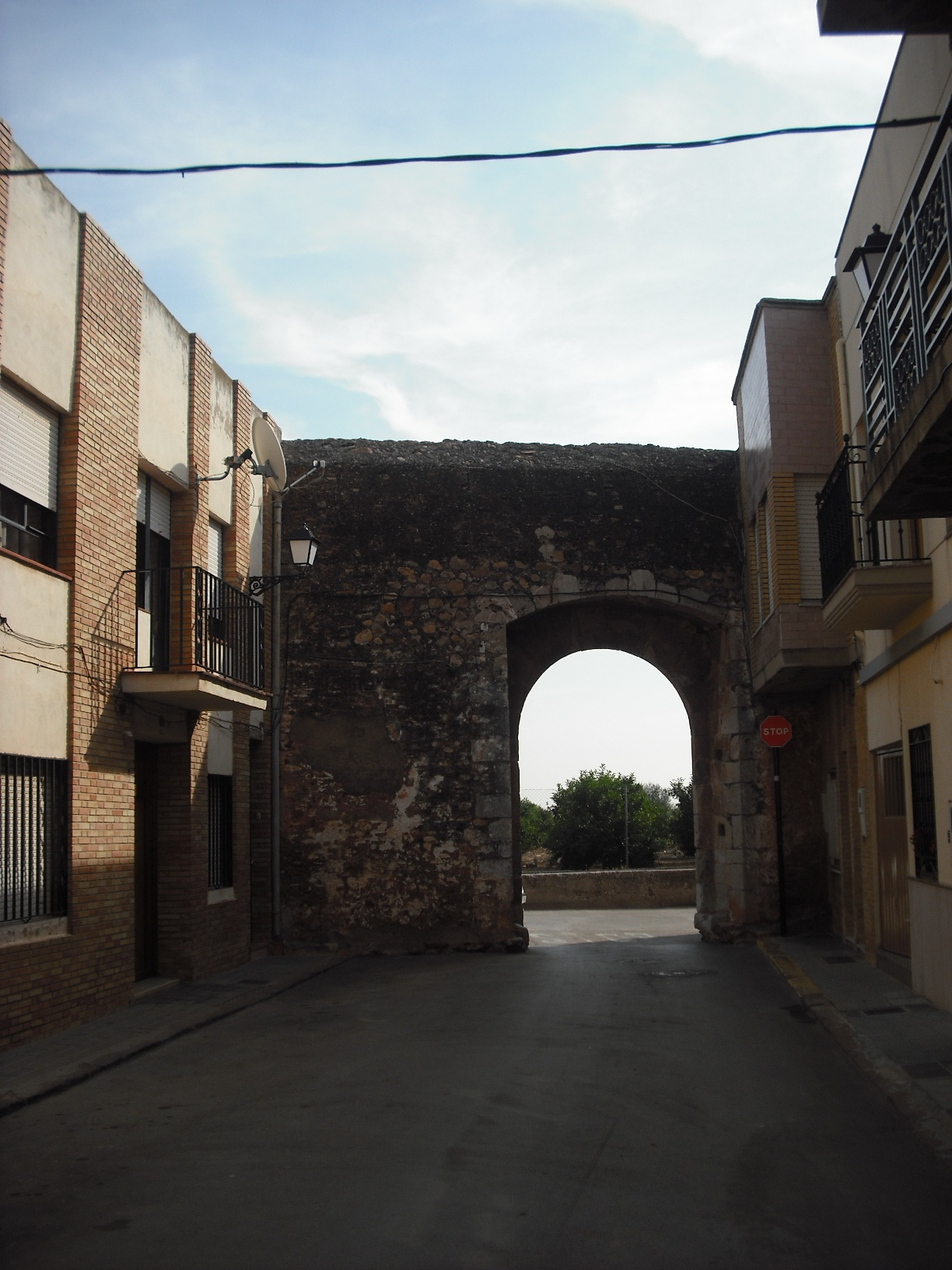
Portal de l'Horta o Portal de Levante.
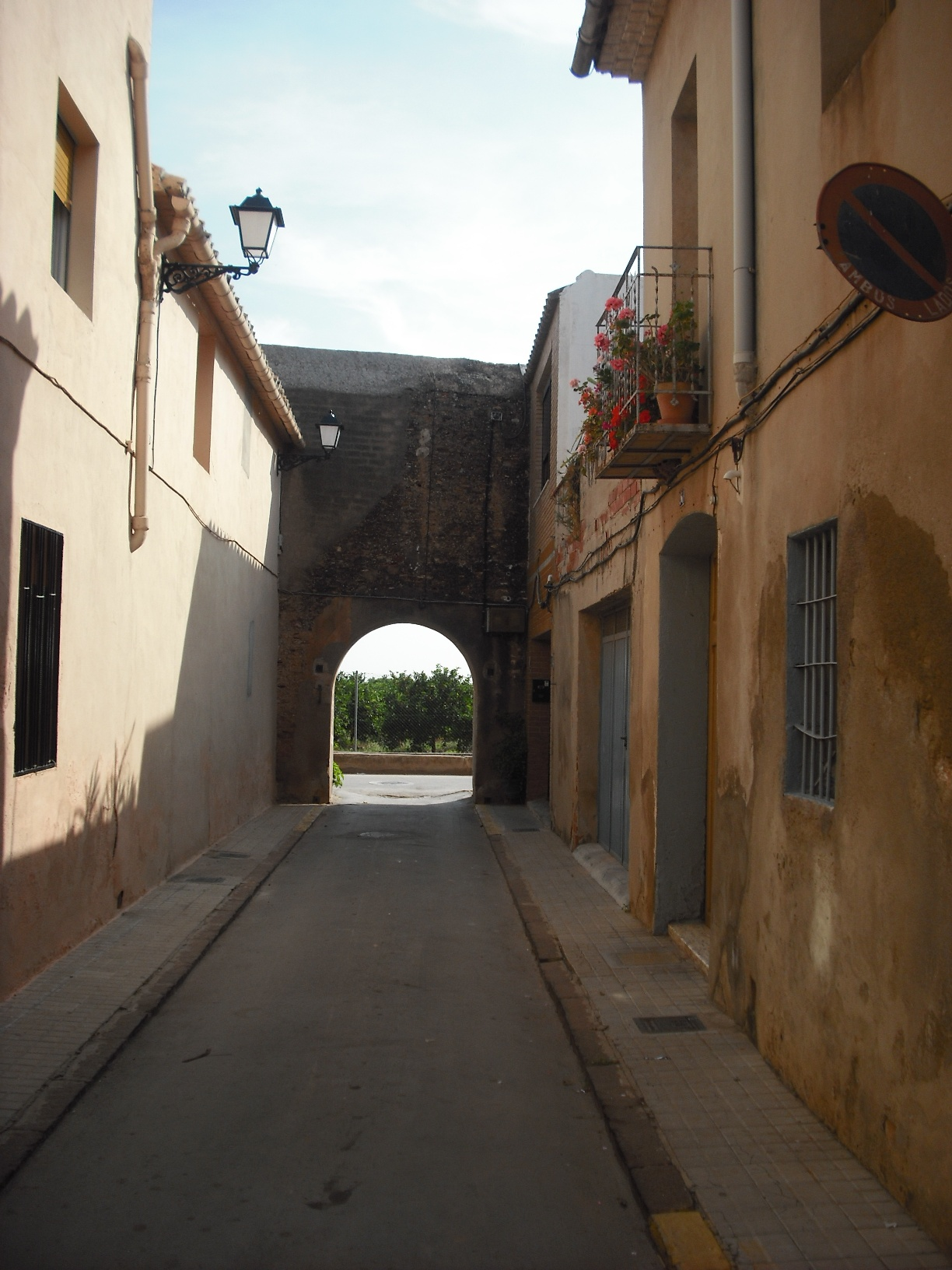
Portal de Valencia.
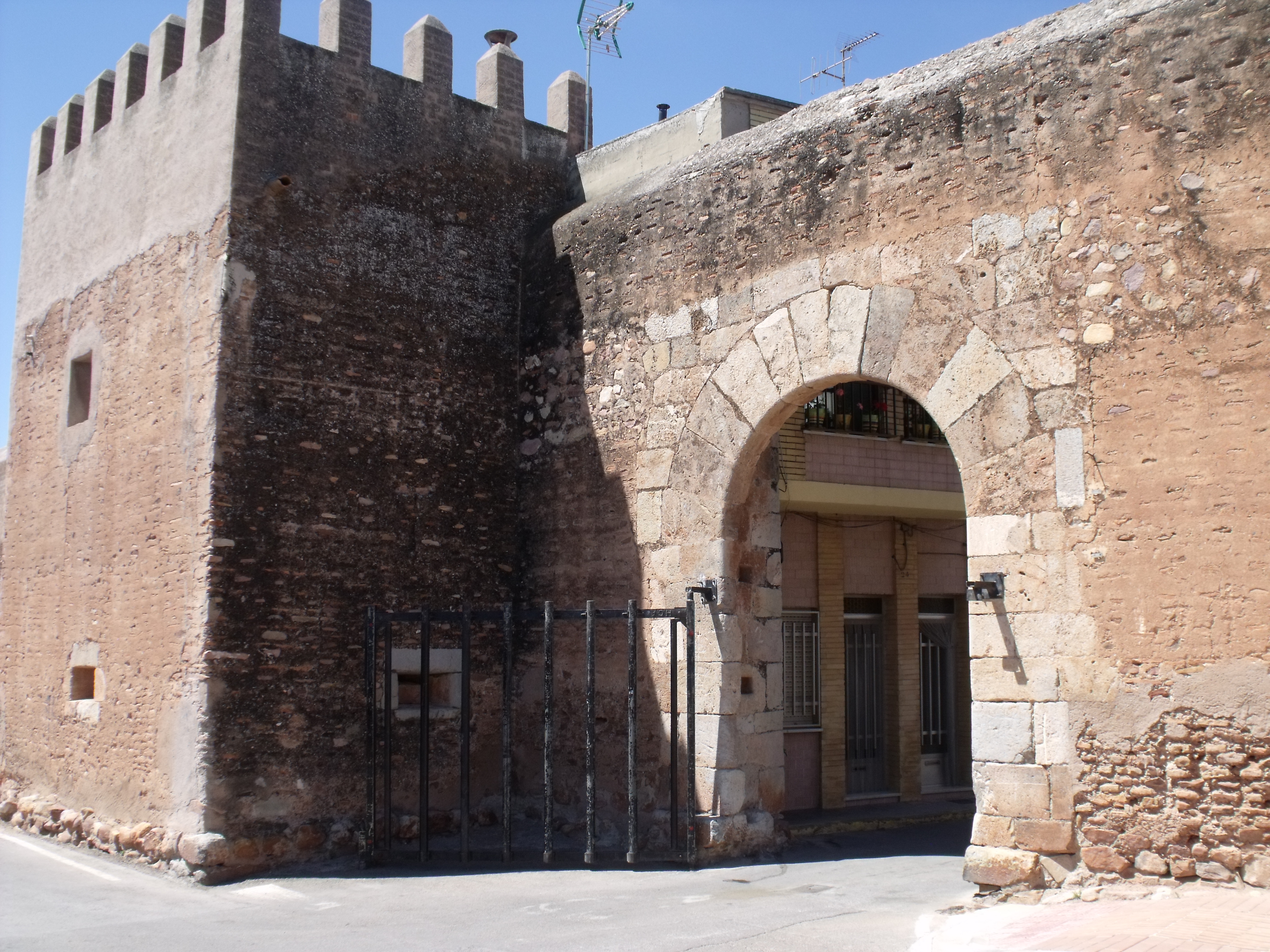
Parte exterior de la puerta de Levante.
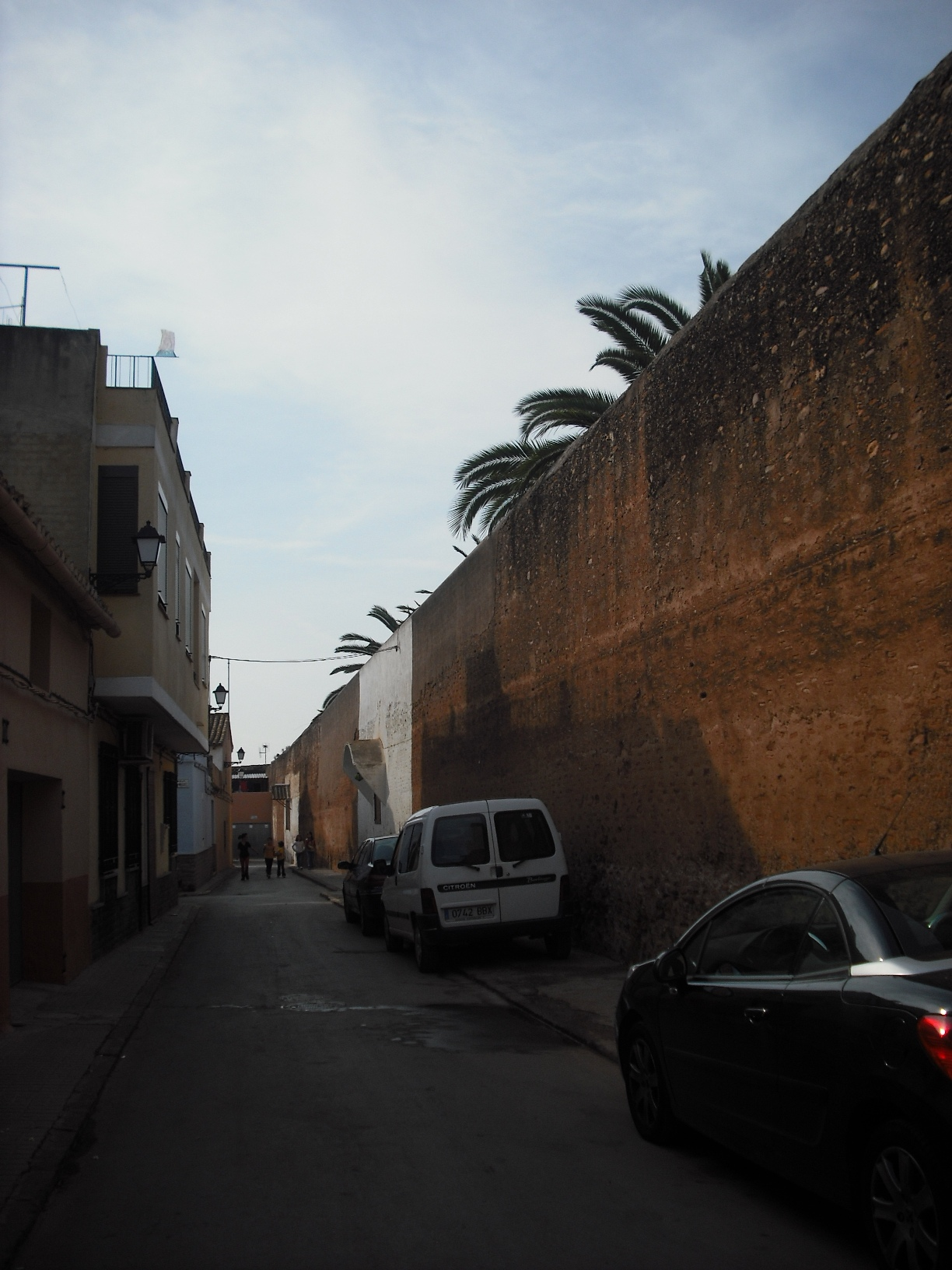
Carrer de ronda del mur oest de la muralla.

La muralla se construyó mediante la técnica del tapial, dispone de una torre o rivellino (término de origen italiano que se usó en esta zona para designar a las torres que se sitúan en el centro de los lienzos), en cada uno de los lienzos.
La muralla carece de almenas, aunque las torres tenían troneras (abocinadas y realizadas con sillería) que, en el caso de las dos torres utilizadas como entrada a la población, se construyeron con un pequeño parapeto en piedra y en las otras dos con la propia tapia.
Interiormente las torres estaban divididas horizontalmente mediante forjados planos, que se comunicaban entre ellos mediante una escalera de caracol  de fábrica de  ladrillo.